# Валрам IV (Насау-Висбаден-Идщайн)
Валрам IV фон Насау-Висбаден-Идщайн (на немски: Walram von Nassau-Wiesbaden-Idstein; * 1354; † 7 ноември 1393) от Дом Насау (Валрамска линия) е граф на Дом Насау-Идщайн (1370 – 1393) и граф на Насау-Висбаден (1386 – 1393).

## Произход и наследство
Той е малък син на граф Адолф I фон Насау-Висбаден-Идщайн († 1370) и съпругата му Маргарета фон Нюрнберг († 1382) от род Хоенцолерн, дъщеря на Фридрих IV, бургграф на Нюрнберг и съпругата му Маргарета фон Гьорц. Той е брат на граф Герлах II (1333 – 1386), Фридрих († 1371), каноник в Майнц, Адолф (1353 – 1390), архиепископ на Майнц (1381 – 1390) и на Йохан II фон Насау (1360 – 1419, курфюрст и архиепископ на Майнц (1397 – 1419). Правнук е на император Адолф от Насау (1250 – 1298).
Валрам IV последва баща си през 1370 г. в Насау-Идщайн и през 1386 г. брат си Герлах II в Насау-Висбаден.

## Фамилия
Валрам IV се жени за Берта фон Вестербург († 24 декември 1418), дъщеря на Йохан I фон Вестербург (1332 – 1370) и на Кунигунда фон Сайн (ок. 1353 – 1383). Те имат децата:
- Маргарета фон Насау-Висбаден-Идщайн (1380 – 1432), омъжена 1398 г. за граф Хайнрих VII фон Валдек († сл. 1442)
- Адолф II (1386 – 1426), негов наследник, женен 1418 г. за маркграфиня Маргарета фон Баден (1404 – 1442), дъщеря на маркграф Бернхард I фон Баден